# Strelapass
Strelapass är ett bergspass i Schweiz.   Det ligger i regionen Prättigau/Davos och kantonen Graubünden, i den östra delen av landet, 180 km öster om huvudstaden Bern. Strelapass ligger 2 354 meter över havet.
Terrängen runt Strelapass är bergig österut, men västerut är den kuperad. Strelapass ligger uppe på en höjd.
I omgivningarna runt Strelapass växer i huvudsak blandskog. Runt Strelapass är det ganska glesbefolkat, med 40 invånare per kvadratkilometer.